# Shorea balangeran
Shorea balangeran (tiếng Anh thường gọi là Red Balau) là một loài thực vật thuộc họ Dipterocarpaceae. Đây là loài đặc hữu của Indonesia.